# Robert Sarah
Robert Sarah (Ourous, 15 de junio de 1945) es un teólogo y cardenal católico guineano.
Entre 2010 y 2016 fue presidente del Pontificio Consejo Cor Unum y de 2001 a 2010 fue secretario de la Congregación para la Evangelización de los Pueblos.

## Biografía

### Primeros años y formación
Sarah nació en el 15 de junio de 1945 en Ourous, entonces parte de la Guinea Francesa. De familia animista, es un converso al catolicismo. Sus estudios iniciales fueron en Ourous, en 1957, entró en el Seminario de Bingerville, en Costa de Marfil. El 2 de octubre de 1958, Guinea se convirtió en un estado independiente tras el referéndum del 28 de septiembre. Los seminaristas guineanos que estudiaban en Bingerville, regresaron a su nuevo país y entraron en el Seminario de Dixinn en 1960, pero solo por un año, ya que el 15 de agosto de 1961, el Partido Democrático de Guinea nacionalizó todas las escuelas católicas privadas, incluyendo el seminario en Dixinn. Luego de permanecer en sus respectivas parroquias, a los seminaristas, entre ellos Sarah, se reunieron en las localidades de la parroquia de Sainte-Croix, Kindia, en espera de la apertura del Seminario Juan XXIII, situado a 135 kilómetros de Conakri.
Después de obtener un título de bachiller en 1964, el joven Sarah fue enviado a Francia para estudiar en el Seminario Mayor de Nancy. Debido a las tensas relaciones políticas entre Francia y Guinea tuvo que abandonar Nancy. En 1968 fue enviado a Sebikotane (Senegal) para proseguir allí sus estudios teológicos. En 1969, habiendo obtenido ya el título de grado (denominado Baccalaureatus en las universidades eclesiásticas) en Sagrada Teología, es enviado a Roma para continuar sus estudios en la Pontificia Universidad Gregoriana, obteniendo el máster (denominado Licentia en las universidades eclesiásticas) en Sagrada Teología en 1971. Ese mismo año es enviado al Instituto Bíblico Franciscano de Jerusalén, donde obtiene un máster en Sagrada Escritura en 1974, año en el que regresa a Guinea.

### Sacerdocio
Fue ordenado sacerdote el 20 de julio de 1969 por el arzobispo Raymond-Marie Tchidimbo, a la edad de 24 años. Incardinado en la diócesis de Conakri. 

## Episcopado

### Arzobispo de Conakri
Fue nombrado como arzobispo metropolitano de Conakri el 13 de agosto de 1979 por el papa Juan Pablo II a la edad de 34 años. Su figura  como arzobispo fue cuestionada por su cercanía al Ahmed Sékou Touré, quien gobernaba el país desde la independencia durante su régimen fueron secuestrados, torturados y asesinados miles de opositores.
Sarah recibió su consagración episcopal el 8 de diciembre de 1979 por el cardenal Giovanni Benelli. [cita requerida]
Sarah sirvió como ordinario de la arquidiócesis de Conakri hasta su nombramiento por el papa Juan Pablo II como secretario de la Congregación para la Evangelización de los Pueblos, el 1 de octubre de 2001. 
En 2010, Sarah fue designado como presidente del Pontificio Consejo «Cor Unum», reemplazando al cardenal Paul Cordes, que había renunciado al cargo por edad. Cordes había sido presidente desde 1995. Sarah, en su nuevo cargo, se encargó de la coordinación de las organizaciones católicas de asistencia en todo el mundo. El entonces arzobispo Sarah fue el segundo africano nombrado por el papa Benedicto XVI para llevar un dicasterio de la Curia Romana después del cardenal Peter Turkson (que había sido previamente arzobispo metropolitano de Cape Coast, en Ghana) y fue nombrado presidente del Pontificio Consejo para la Justicia y la Paz en 2009. Siguiendo los pasos de los otros tres cardenales que han tenido una relevancia significativa en la Santa Sede: el cardenal Bernardin Gantin (que como Decano del Colegio Cardenalicio y prefecto de la Congregación para los Obispos era el católico de más alto rango de África), el cardenal Francis Arinze y el primer cardenal africano y amigo cercano del papa Juan Pablo II, Laurean Rugambwa.

### Cardenalato
El 20 de noviembre de 2010, el papa Benedicto XVI lo proclamó cardenal de San Juan Bosco in Via Tuscolana. El 3 de mayo de 2021, durante un Consistorio presidido por el papa Francisco, es promovido a la Orden de los Presbíteros manteniendo la Diaconía elevada pro hac vice a título cardenalicio. El 1 de julio de 2021 fue investido como doctor honoris causa de la Universidad Católica de Valencia, pronunciando una lectio titulada Fides quae per caritatem operatur.
En los últimos años, Sarah ha participado y se ha expresado en la defensa de posturas tradicionalistas en la Iglesia, contrarias al papa Francisco, al igual que los también cardenales Raymond Leo Burke y Walter Brandmüller, y los obispos Athanasius Schneider, y Joseph Strickland.

## Nombramientos en la curia romana
- El 29 de diciembre de 2010, el cardenal Sarah fue nombrado miembro de la Congregación para la Evangelización de los Pueblos, del Pontificio Consejo para los Laicos y el Pontificio Consejo para la Justicia y la Paz.[11]

- El 6 de septiembre de 2014 fue nombrado miembro ad quinquennium de la Congregación para las Causas de los Santos.

- El 23 de noviembre de 2014 sustituyó al cardenal Antonio Cañizares Llovera (que había sido designado arzobispo de Valencia) como prefecto de la Congregación para el Culto Divino y la Disciplina de los Sacramentos, cargo que ejerció hasta que le fue aceptada su renuncia por el papa Francisco el 20 de febrero de 2021.[12]

- El 10 de febrero de 2015 fue nombrado miembro del Pontificio Comité para los Congresos Eucarísticos Internacionales ad quinquennium.[13]

- El 28 de enero de 2020 fue confirmado como miembro del Comité Pontificio para los Congresos Eucarísticos Internacionales in aliud quinquennium.[14]

- El 2 de junio de 2020 fue confirmado como miembro de la Congregación para las Causas de los Santos in aliud quinquennium.[15]

- El 13 de octubre de 2020 fue confirmado como miembro de la Congregación para la Evangelización de los Pueblos usque ad octogesimum annum.[16]

- El 20 de abril de 2021 fue nombrado miembro de la Congregación para las Iglesias Orientales  ad octogesimum annum aetatis.[17]

## Posiciones

### Visión doctrinal y moral
Sarah ha sido descrito por diversos medios como un cardenal de orientación ultraconservadora dentro del Colegio Cardenalicio. Entre los sectores tradicionalistas es valorado como un firme defensor de la ortodoxia católica. Sarah se opone al divorcio, a la eutanasia y considera que las posiciones «occidentales» favorables a la homosexualidad y al aborto «son lo que fueron el nazismo, el fascismo y el comunismo durante el siglo xx». También, ha criticado el clima «infectado por la "ideología de género"», considerándola contraria a la enseñanza cristiana, y ha reclamado que la Iglesia "enseñe con firmeza su doctrina".
Durante su participación en el Consejo Ordinario del Sínodo de Obispos para la Familia en 2014, Sarah denunció lo que interpretó como una presión de los medios de comunicación seculares para que la Iglesia modificara su doctrina sobre la homosexualidad. En declaraciones a medios católicos, sostuvo que «la Iglesia nunca ha juzgado a las personas homosexuales», pero calificó los actos homosexuales como «graves desviaciones de la sexualidad».[cita requerida]

### Crítica a diversas ideologías políticas
Sarah ha expresado una crítica consistente hacia diversas ideologías políticas, como el liberalismo, el capitalismo, el marxismo, a las que considera promovidas por las democracias liberales, y responsables de un proceso de deshumanización del ser humano y de desintegración de las sociedades tradicionales. 
Según Sarah, el declive de Occidente se debe a una combinación de factores como el relativismo moral, el neocolonialismo, la globalización sin límites, el agotamiento político, "las ideologías modernas" y la pérdida de la ética cristiana. En su visión, estos fenómenos actúan como "enfermedades de esta era" que debilitan los fundamentos espirituales y culturales de la civilización occidental. Asimismo, sostiene que el ser humano ha sido reducido a un mero productor y consumidor, debido a la desaparición de la ética cristiana, en una lógica económica que reduce al ser "una pieza más de la maquinaria económica global".[cita requerida]

### Sobre el capitalismo y la globalización
Sarah sostiene una crítica profunda al capitalismo contemporáneo, al que considera una de las principales causas de la crisis espiritual y moral de Occidente. Según él, este sistema "tiende a reducir al ser humano a la figura de un simple consumidor", y ha permitido que la lógica del mercado invada todos los aspectos de la vida, despojando al hombre de su dimensión espiritual. En su visión, el capitalismo está impulsado por el "ídolo del dinero":

"El ídolo del dinero domina a los demás (…) El dinero dirige el mundo. La adoración del becerro de oro es una obsesión del mundo moderno"
Robert Sarah

Sarah también cuestiona el proceso de globalización, al que describe como "un fenómeno promovido por el capitalismo que conduce al desarraigo humano":

"La globalización pretende separar al hombre de sus raíces, de su religión, su cultura, su historia, sus costumbres y sus antepasados; y el hombre se convierte en un apátrida sin país y sin tierra"
Robert Sarah, en su libro "Se hace tarde y anochece" (2021) p. 205

Además hace énfasis en el individualismo y la "herencia cultural religiosa", considerando que esta forma de globalización "liberal" enfrenta intereses individuales sin una base moral, y termina subordinando toda consideración humana a la búsqueda de beneficios económicos:

"El hombre es condenado al infierno de la globalización liberal, en la que los intereses individuales se enfrentan sin otra ley que la del beneficio a cualquier precio."
Robert Sarah, en Catholic Citizens, 26 de abril de 2019

Señala además, que ha habido un desplazamiento semántico hacia el liberalismo económico y critica a quienes defienden el capitalismo como sistema absoluto, especialmente a aquellos que «piensan que la libre competencia es la única manera de progresar». En su visión, esta postura reduce la complejidad de la persona humana a su función dentro del mercado:

"En realidad, el capitalismo se basa en el ídolo del dinero. El atractivo de la ganancia destruye gradualmente todos los lazos sociales. El capitalismo se devora a sí mismo. Poco a poco, el mercado destruye el valor del trabajo. El hombre se convierte en una mercancía. Ya no es suyo. El resultado es una nueva forma de esclavitud, un sistema en el que una gran parte de la población depende de una pequeña casta"
Robert Sarah, en Church Life Journal, 23 de abril de 2020

A su vez, denuncia que la hegemonía del liberalismo en el mundo, promueve la abolición de reglas, límites y fundamentos morales. Acusa a las élites económicas y "el mundo del dinero" de fomentar políticas contrarias a la dignidad humana, como la promoción de la anticoncepción y la inmigración masiva, vistas exclusivamente desde una lógica económica.
Desde esta perspectiva, sostiene que prevalece una visión puramente utilitaria del ser humano, determinada por la rentabilidad:

"Aparentemente, las tecnoestructuras europeas aplauden los flujos migratorios o los alientan. Piensan exclusivamente en términos económicos. Necesitan trabajadores a quienes pagar poco. Ignoran la identidad y la cultura de cada pueblo. Basta ver el desprecio mostrado hacia el gobierno polaco. La ideología liberal prevalece sobre cualquier otra consideración. Como en Belén, Dios es el único pobre para el que no hay lugar en la posada"
Sarah, en su libro "Se hace tarde y anochece" (2021) p. 187

### Críticas al marxismo y al socialismo
Al igual que al liberalismo, Sarah rechaza el marxismo y el socialismo, a los que considera incompatibles con el cristianismo. Argumenta que ambas ideologías comparten una raíz común: la negación de Dios, la promoción del ateísmo militante y una visión materialista que deshumaniza al ser humano. Sostiene que el siglo XX estuvo marcado por la tragedia del comunismo, responsable, en su opinión, de gran sufrimiento, pobreza y muerte.[cita requerida] Según él, en nombre de la igualdad, estas ideologías anularon la dimensión espiritual del hombre y su singularidad trascendente.
En su análisis, el liberalismo y el marxismo son "ideologías gemelas" en tanto ambas reducen al ser humano a un productor y consumidor, donde su valor está determinado únicamente por su capacidad para generar dinero. En su opinión, ambas pueden llevar al autoritarismo; siendo subordinado el hombre a estructuras centralizadas y burocráticas: ya sea el estado o el mercado, despojando de libertad y humanidad al ser.
Para Sarah, esta visión materialista genera una pérdida profunda de la libertad y de la dignidad humana, que sólo puede ser restaurada mediante un retorno a los principios cristianos. Critica que, tanto en un sistema como en otro, el individuo queda instrumentalizado y atrapado en lógicas que niegan su trascendencia.[cita requerida]

### Democracias liberales y oligarquía
Sarah advierte que, tras el colapso de sistemas totalitarios como el fascismo, el nacionalsocialismo y el comunismo, Occidente adoptó las democracias liberales como modelo. Sin embargo, cuestiona que dichas democracias estén hoy controladas por oligarquías que subordinan a la sociedad y sus valores a intereses económicos y financieros. A su entender, existe una continuidad entre las formas totalitarias del siglo XX y ciertas tendencias contemporáneas, como la concentración del poder, el control sobre la vida de los ciudadanos y la reducción del individuo a una función dentro del sistema.

"Las democracias actuales están secuestradas por poderosas oligarquías económicas: han pasado a ser el sistema preferido de pequeños grupos de poder que velan ante todo por sus intereses depositados en Bolsa. El gobierno del pueblo por el pueblo se ha convertido en el sometimiento del pueblo a las finanzas."
Sarah, en su libro "Se hace tarde y anochece" (2021) p. 234

### Críticas al progresismo
Sarah, acusa al progresismo de promover la "destrucción" de los valores tradicionales en nombre de una idea de progreso limitada al plano material y tecnológico, a la vez que impulsaría una concepto "distorsionado" acerca del progreso. Considera que esta visión se desentiende de las implicancias morales y espirituales, y que lleva a una emancipación radical del individuo frente a cualquier límite ético, debilitando la familia, la cultura y los fundamentos espirituales de la sociedad.[cita requerida]
Según el cardenal, el progresismo reemplaza la fe en Dios por una "confianza ciega en el progreso y los derechos individuales", lo que genera una estructura social frágil y desarraigada. A su juicio, se trata de una ideología secularizada que busca desmantelar las bases tradicionales para imponer un mundo sin anclaje moral, donde todo se rige por la ideología del “avance”. Esta civilización, según él, corre el riesgo de perder su sentido y su trascendencia, al apartarse de la fe cristiana que históricamente fundamentó a Occidente.[cita requerida]

### Críticas hacia el papa Francisco
En octubre de 2015, se difundió una carta firmada por él y otros 12 cardenales en la que denunciaban la metodología empleada en el Sínodo convocado por el Papa Francisco. Los otros cardenales eran: Carlo Caffarra (Italia), Thomas C. Collins (Canadá), Timothy M. Dolan (EE. UU.), Willem J. Eijk (Países Bajos), Péter Erdõ (Hungría), Wilfrid Fox Napier (Sudáfrica), George Pell (Australia), Mauro Piacenza (Italia), Gerhard L. Müller (Alemania), Jorge L. Urosa Savino (Venezuela), Angelo Scola (Italia) y  André Vingt-Trois (Francia).
Más tarde, los cardenales Angelo Scola y André Vingt-Trois se desmarcaron de la carta diciendo que nunca la habían firmado. Lo mismo harían aun más tarde los cardenales Péter Erdõ y Mauro Piacenza, por lo que el número de los firmantes se redujo a nueve. Posteriormente se supo que hubo existió una confusión y que los otros cuatro firmantes fueron los cardenales Daniel N. DiNardo (EE. UU.), John Njue (Kenia), Norberto Rivera Carrera (México) y Elio Sgreccia (Italia).

### Sobre los ritos y la inclusión de mujeres
Sarah ha apoyado la celebración de la misa según el rito tradicional o tridentino, como era costumbre en la Iglesia latina antes de las reformas de los años setenta. Igualmente, ha sido vinculado con las ideas de Marcel Lefebvre, fundador de la FSSPX.
En 2016, tras la aprobación del papa Francisco para permitir la participación de mujeres en el rito del lavatorio de pies, el cardenal expresó públicamente que los sacerdotes no estaban obligados a incluir mujeres en la ceremonia, en desacuerdo con el pedido del pontífice. No fue sino hasta un año después que aceptó la ampliación del rito del Jueves Santo.

### Inmigración e islamización
Sarah, considera que existe una creciente influencia del islamismo «fanático y fundamentalista» y de «la dictadura del pensamiento relativista» en Occidente. Asi, se ha manifestado en contra de que la Iglesia hable "en exceso" sobre inmigración, afirmando que no debe comportarse como una ONG. Sus posturas han recibido el respaldo de organizaciones católicas como el Instituto Dignitatis Humanae,[cita requerida] así como de los Caballeros de Colón.

### Celibato sacerdotal
En enero de 2020, Sarah publicó el libro Des profondeurs de nos coeurs ("Desde lo profundo de nuestros corazones") firmado en coautoría con el papa emérito Benedicto XVI, en el que defiende el celibato sacerdotal. La obra fue interpretada como una crítica indirecta al papa Francisco, en el marco del debate sobre la posible ordenación de hombres casados en la región amazónica. Sin embargo, tras la controversia generada, Sarah reconoció que Benedicto XVI no había escrito el libro junto a él ni estaba al tanto de su publicación.
El arzobispo Georg Gänswein, secretario personal de Ratzinger, atribuyó lo sucedido a un «malentendido» por parte de Sarah.

### Dubia presentadas al papa Francisco
En 2023, junto a los también cardenales Raymond Leo Burke (EE. UU.), Joseph Zen Ze-kiun (China), Juan Sandoval Íñiguez (México) y Walter Brandmüller (Alemania), envió al Papa Francisco y al entonces prefecto del Dicasterio para la Doctrina de la Fe unas dubia para aclarar la doctrina católica en algunos puntos capitales de cara al entonces inminente y polémico Sínodo sobre la Sinodalidad.
Los cinco cardenales manifestaron su intención de preservar intacto el depósito de la fe revelada frente a las innovaciones que exigían algunos sectores. Además, los cinco coincidieron en que el cardenal George Pell (Australia), fallecido unos meses antes de la presentación de las dubia, las habría suscrito de seguir con vida. El cardenal Müller (Alemania), antiguo prefecto de la Congregación para la Doctrina de la Fe, manifestó abiertamente su apoyo a los cinco cardenales que presentaron las dubia al Pontífice. El Papa Francisco contestó a los dubia unos meses después, pero lo hizo de tal modo que ninguno de los cardenales quedó satisfecho, al ser las respuestas demasiado vagas y poco exhaustivas.

## Obras

### Libros
- Dios o nada (2015).
- La fuerza del silencio. Frente a la dictadura del ruido (2017).
- Se hace tarde y anochece (2019).
- Desde lo más hondo de nuestros corazones (2020).
- Al servicio de la verdad. Sacerdocio y vida ascética (2021).
- Para la eternidad. Reflexiones en torno a la figura del sacerdote (2022).
- Catecismo de la vida espiritual (2022).
- El amor en el matrimonio (2023).
- Todo lo que nos ha dejado. Homenaje a Benedicto XVI (2023).
- ¿Dios existe? (2025).

## Condecoraciones y reconocimientos
En 2016, el cardenal recibió la Orden de Malta con rango de Bailío Gran Cruz de Honor y Devoción (2016).
En 2021, Sarah recibió el doctorado honoris causa de la Universidad Católica de Valencia (2021). 